# Tachibana Higuchi
Tachibana Higuchi (樋口 橘, Higuchi Tachibana) nascida em 16 de março de 1976, é uma mangaka japonesa. 

## Carreira
Em 1996, ela fez sua estreia profissional na quinta edição da Hana to Yume Bessatsu, intitulado 5 Gatsu no Sakura (5 月 の サクラ, as flores de cerejeira de Maio). Seu projeto atual é Gakuen Alice que na internet é traduzido pela Scan Toshi wa Yume.